# Моанес Дабур
Моанес Дабур (івр. מונס דאבור, нар. 14 травня 1992, Ізраїль) — ізраїльський футболіст, нападник клубу «Шабаб Аль-Аглі» і національної збірної Ізраїлю.

## Голи в складі національної збірної
Голи в складі національної збірної.
| №  | Дата              | Арена                      | Супротивник | Гол | Результат | Турнір                 |
| -- | ----------------- | -------------------------- | ----------- | --- | --------- | ---------------------- |
| 1. | 3 вересня 2015    | Саммі Офер, Хайфа, Ізраїль | Андорра     | 4–0 | 4–0       | ЄВРО 2016 кваліфікація |
| 2. | 15 листопада 2018 | Нетанья, Нетанья, Ізраїль  | Гватемала   | 3–0 | 7–0       | товариський матч       |
| 3. | 15 листопада 2018 | Нетанья, Нетанья, Ізраїль  | Гватемала   | 4–0 | 7–0       | товариський матч       |
| 4. | 24 березня 2019   | Саммі Офер, Хайфа, Ізраїль | Австрія     | 4–1 | 4–2       | ЄВРО 2020 кваліфікація |

## Досягнення
- Чемпіон Ізраїлю (1):

«Маккабі» (Тель-Авів): 2012-13
- Чемпіон Австрії (2):

«Ред Булл»: 2017-18, 2018–19
- Найкращий бомбардир чемпіонату Швейцарії (1):

«Грассгоппер»: 2015-16
- Володар Суперкубка ОАЕ (2):

«Шабаб Аль-Аглі»: 2023, 2024
- Чемпіон ОАЕ (1):

«Шабаб Аль-Аглі»: 2024-25
- Володар Кубка Президента ОАЕ (1):

«Шабаб Аль-Аглі»: 2024-25
- Найкращий бомбардир чемпіонату Австрії (2):

«Ред Булл»: 2017-18, 2018-19
- Володар Кубка Австрії (1):

«Ред Булл»: 2018–19